# لا رينا (تشيلي)
لا رينا (تعني بالإسبانية : "الملكة")، هي بلدية في تشيلي تقع في مقاطعة سانتياغو، منطقة سانتياغو متروبوليتان جرى إنشاؤها في عام 1963 من الجزء الشرقي من بلدية نونيوا. تنتمي إلى المنطقة الشمالية الشرقية من سانتياغو دي تشيلي.
لا رينا هي بلدية سكنية يسكنها في الغالب العائلات ذات الدخل المتوسط وبعض الفئات ذات الدخل المرتفع. يقع كل من مطار Eulogio Sánchez والمستشفى العسكري في الجزء الجنوبي من البلدية.

## التركيبة السكانية
وفقًا لتعداد عام 2002 للمعهد الوطني للإحصاء، تمتد لارينا على مساحة 23.4 كيلومتر مربع (9 ميل2) ويبلغ عدد سكانها 96762 نسمة (44293 رجلاً و 52469 امرأة)، والبلدية هي منطقة حضرية بالكامل. ارتفع عدد السكان بنسبة 4.7٪ (4352 نسمة) بين تعدادي 1992 و 2002. كان عدد السكان المتوقع لعام 2006 هو 96551 نسمة. 
- متوسط الدخل السنوي للأسرة: 42248 دولارًا أمريكيًا ( تعادل القوة الشرائية، 2006)[3] [ فشل التحقق ]
- السكان الذين يعيشون تحت خط الفقر: 7.8٪ (2006)[4]
- مؤشر جودة الحياة الإقليمي: 86.23، مرتفع، 4 من 52 (2005) [ بحاجة لمصدر ]
- مؤشر التنمية البشرية : 0.883، 5 من 341 (2003)[5]

### سكان بارزون
- ميشيل باتشيليت، الرئيسة السابقة لشيلي
- فرناندو كاستيلو فيلاسكو، مهندس معماري وعمدة سابق لمدينة لا رينا والحاكم السابق لمنطقة سانتياغو الحضرية
- أماندا دي نيغري كينتانا، محامية وسجين سياسي سابق في ظل نظام بينوشيه
- Mónica Echeverría Yáñez، كاتب
- فرناندو غونزاليس، لاعب تنس متقاعد
- إريك هونكر، الرئيس السابق لألمانيا الشرقية، الذي أمضى السنوات الأخيرة من حياته (1993-1994) في لا رينا
- مارجوت هونكر، وزيرة التعليم السابقة لألمانيا الشرقية، زوجة إريك هونكر
- ريكاردو لاجوس، رئيس تشيلي السابق

## الحكومة
بصفتها بلدية، فإن لا رينا هي قسم إداري من المستوى الثالث في تشيلي يديرها مجلس بلدي ييجري انتخابه مباشرة كل أربع سنوات.

## روابط خارجية
- باللغة الإسبانية Municipality homepage
- باللغة الإسبانية News about La Reina